# Tioamel
Tioamel är en ort i Mexiko.   Den ligger i kommunen Coxcatlán och delstaten San Luis Potosí, i den centrala delen av landet, 240 km norr om huvudstaden Mexico City. Tioamel ligger 237 meter över havet och antalet invånare är 258.
Terrängen runt Tioamel är lite kuperad. Runt Tioamel är det ganska tätbefolkat, med 100 invånare per kvadratkilometer. Närmaste större samhälle är Villa Terrazas, 12,2 km söder om Tioamel. I omgivningarna runt Tioamel växer huvudsakligen savannskog.